# Фрогнер
Фрогнер (норв. Frogner) — район норвежского города Осло. Имеет площадь 8,3 км² и население 60163 человек на 1 января 2023 года. Возник в результате слияния бывших районов Ураниенборг-Майорстуэн и Бюгдёй-Фрогнер, произошедшего 1 января 2004 года.
Считается частью «внутреннего запада» города. Почти весь район относится к «городской» части Осло, за исключением парка Фрогнер и полуострова Бюгдёй, которые относятся к природным или пригородным зонам, а также области от подрайона Майорстуэн до королевского дворца, которая относится к центральной части города.

## Название

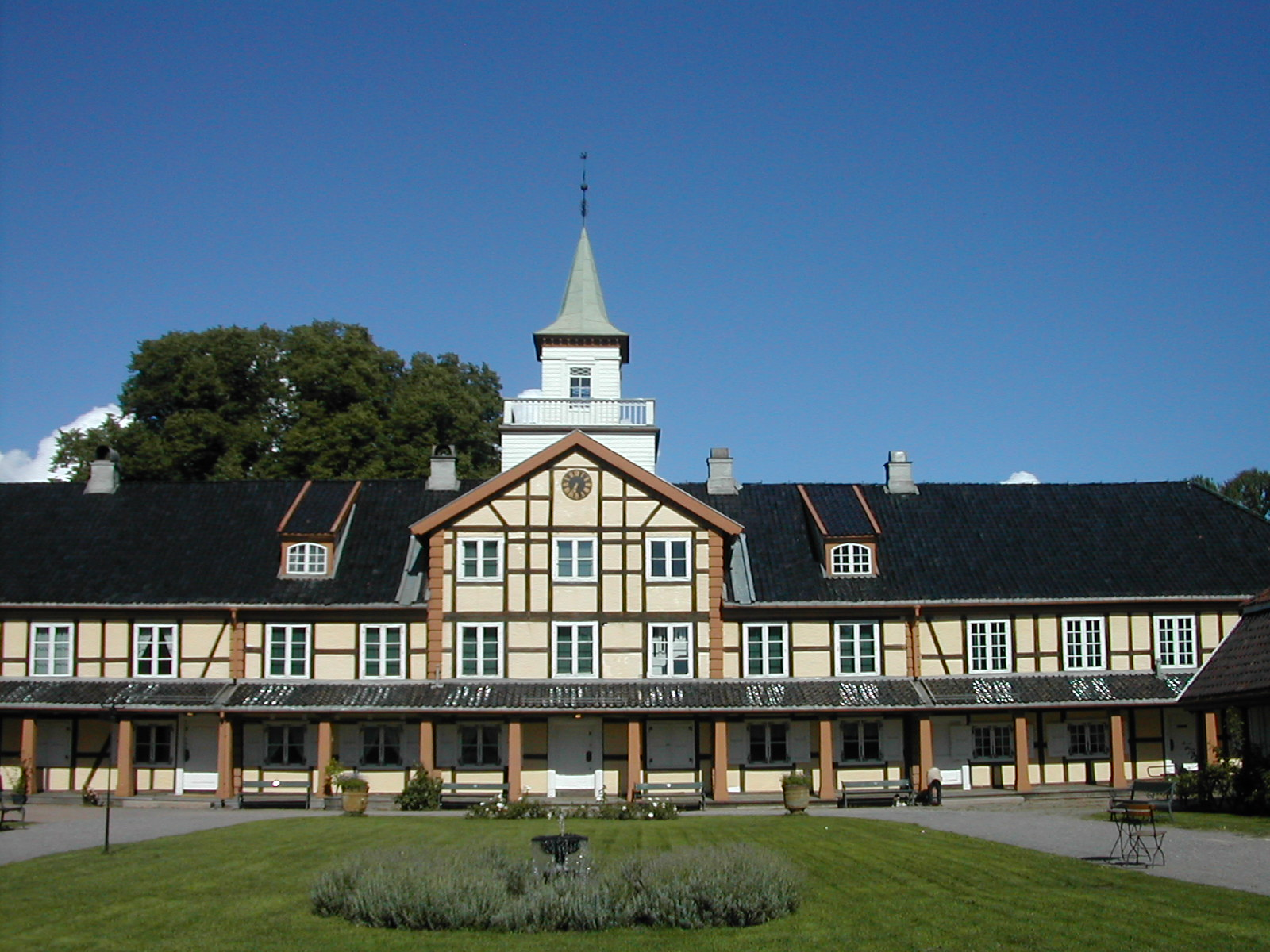
Особняк Фрогнер

Название района происходит от подрайона Фрогнер, который, в свою очередь, получил своё название от имения Фрогнер, территория которого когда-то занимала большую часть нынешней территории района, а также большую часть леса, расположенного севернее.

## Подрайоны
- Фрогнер[норв.] (К северу и к югу от аллеи Бюгдёй[норв.]):
  - Элисенберг[норв.]
  - Йимле[норв.]

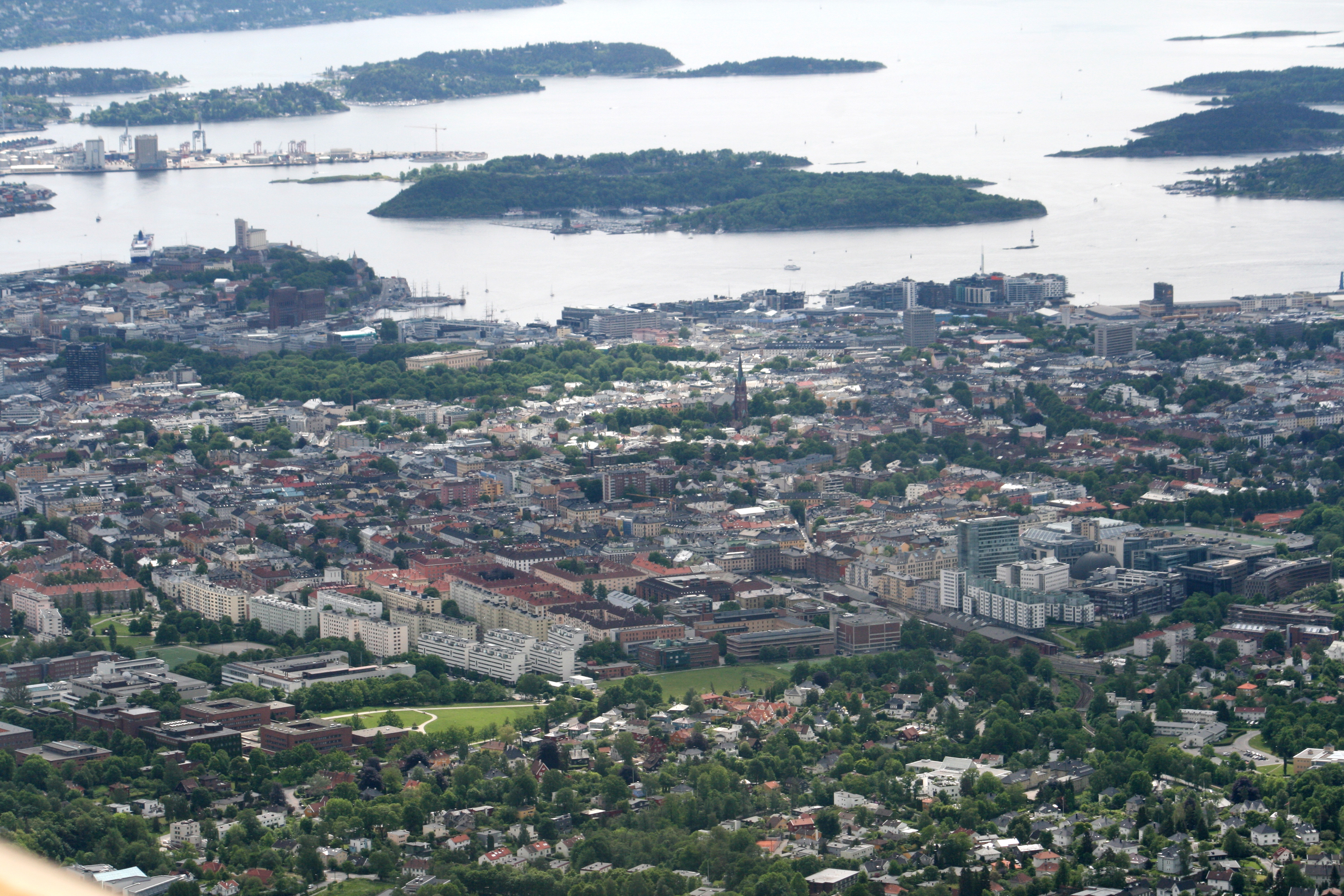
Вид с воздуха

- К северу от аллеи Бюгдёй и улицы Хенрика Ибсена[норв.]:
  - Майорстуэн[норв.]
  - Хегдехёуген[норв.]
  - Хомансбюэн[норв.]
  - Брискебю[норв.]
  - Ураниенборг[норв.]
  - «За замком[норв.]»

- К югу от аллеи Бюгдёй и улицы Хенрика Ибсена, к северу от дороги Фрогнерстранда[норв.] (часть E18):
  - Скарпсну[норв.]
  - Шиллебекк[норв.]
  - Руселёкка[норв.]

- К югу от дороги Фрогнерстранда, часть Фьордбюэна[норв.]:
  - Филипстад[норв.]
  - Хьювхолмен[норв.]
  - Акер Брюгге[норв.]

- Бюгдёй

## Управление

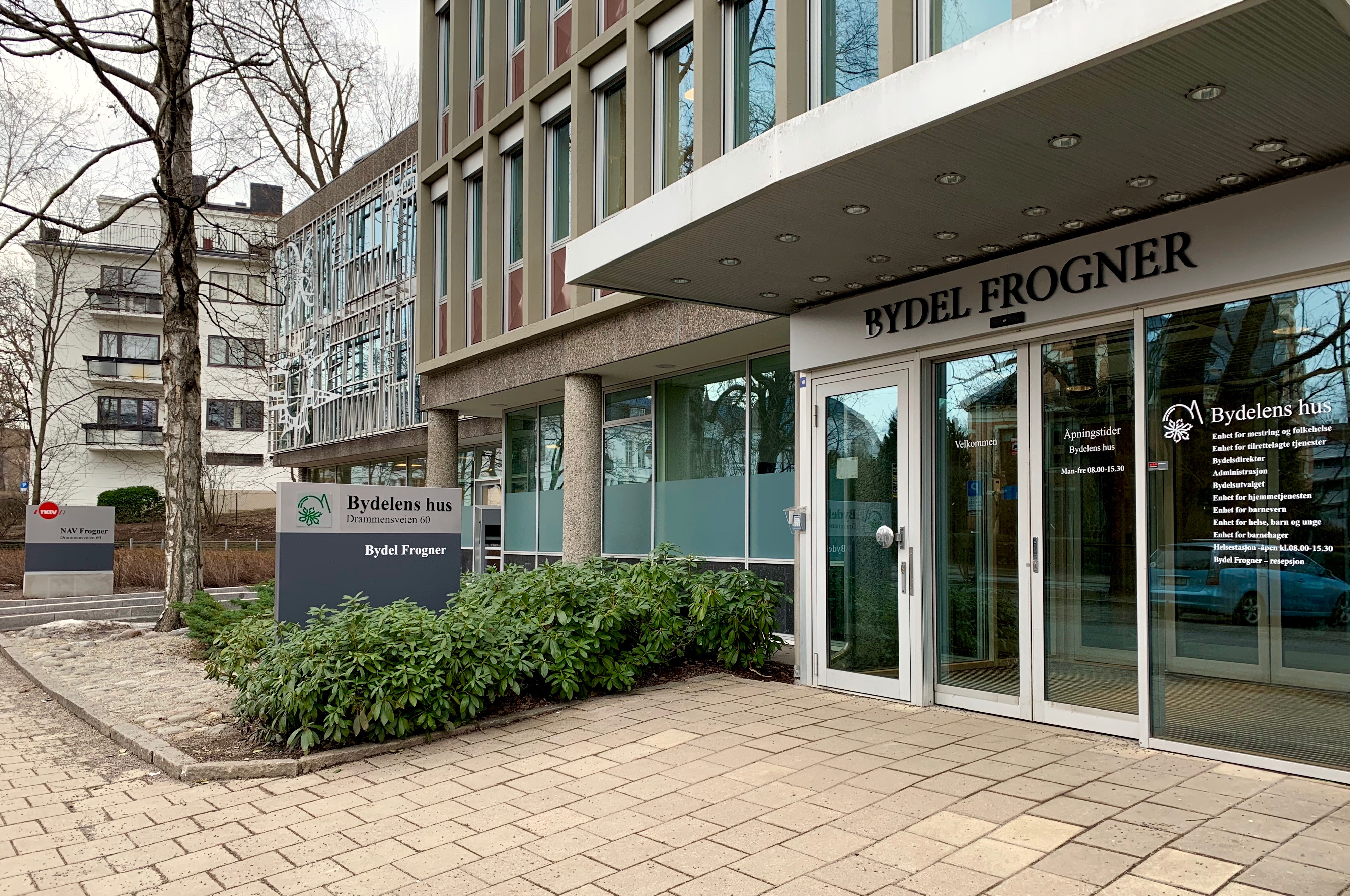
Здание районной администрации и офис NAV у площади Олафа Булля

Район управляется районным комитетом, члены которого избираются местными жителями. Более половины членов комитета являются представителями партии «Хёйре».